# Horacio Sequeira
Hugo Horacio Sequeira Soza (n. Salto, Uruguay; 30 de septiembre de 1995), conocido como Horacio Sequeira, es un futbolista uruguayo que juega como delantero centro y su equipo actual es el CA Progreso de la Primera División de Uruguay.

## Trayectoria
En su ciudad natal, comenzó a jugar al baby fútbol en el Club Deportivo Artigas, estuvo en cada categoría. En 2009, con 13 años, viajó a Montevideo para probarse en las inferiores de Danubio, a pesar tener un buen rendimiento se volvió porque extrañaba a su familia.
Tuvo su revancha en el 2012, Danubio fue por él a sus 16 años y esta vez se quedó en la capital del país. Ese año se integró a la Quinta División del club, anotó 6 goles con la sub-17. Ya en 2013 fue parte del plantel de Cuarta y Tercera División a pesar de su corta edad, jugó pocos partidos pero se destacó.
Debido al desempeño en las juveniles del club, el técnico Leonardo Ramos lo ascendió al primer equipo de Danubio el 1 de julio de 2013.
Debutó en primera el 18 de agosto, con 17 años, al ingresar en el minuto 73 ante Cerro Largo en el Ubilla, empataron 0-0.
Marcó su primer gol en la máxima categoría el 21 de septiembre del mismo año, fue ante Peñarol en el minuto 82, lo que permitió que su equipo ganara 2-1. Danubio se coronó campeón del Torneo Apertura en la última fecha. Horacio estuvo presente en 10 partidos, ingresó como suplente en cada uno.
En el Torneo Clausura, Danubio finalizó en quinta posición, Sequeira disputó 6 partidos.
Participó en las finales por el Campeonato Uruguayo ante Wanderers, en el tercer partido su equipo ganó por penales luego de un alargue y se coronaron campeones de la temporada 2013-14.
Para la temporada 2014-15, no tuvo muchas oportunidades, jugó 8 partidos y anotó un gol, acumuló 228 minutos.
Horacio fue cedido a Fénix para comenzar el Torneo Apertura del 2015. Pero no fue considerado por el técnico, Rosario Martínez, por lo que no tuvo minutos en todo el torneo.
Se incorporó a Danubio nuevamente para comenzar el 2016, entrenó con la sub-19 del club y rescindió su contrato.
Se incorporó a Cerro Largo, para tener minutos en Segunda División.

## Selección nacional
Sequeira ha sido parte de la selección de Uruguay en la categoría juvenil sub-20 y de la selección de Segunda División.
En el 2014, estuvo en el proceso de la sub-20 de Uruguay conducida por Fabián Coito.
Debutó con la Celeste el 15 de abril ante Chile en el Domingo Burgueño de Maldonado, jugó como titular, anotó su primer gol y ganaron 3-0.
Viajó a Chile para jugar el Torneo Cuatro Naciones, contra las selecciones Sub-20 de México, Chile y Colombia en carácter amistoso. Finalizaron terceros, luego de ganar el primer partido pero perder los dos restantes.
En el mes de noviembre, viajaron a Paraguay para disputar otro cuadrangular internacional. Estuvo presente en un partido y lograron el primer lugar, luego de vencer a Panamá en una final.
El 3 de enero de 2015 fue seleccionado para defender a Uruguay en el Campeonato Sudamericano Sub-20. Debutó en un partido oficial el 17 de enero, contra Brasil en la fecha 2 de la fase de grupos, ingresó en los minutos finales y ganaron 2-0. Disputó 2 partidos en todo el torneo, Uruguay terminó en tercer lugar, clasificaron al Mundial Sub-20 y a los Juegos Panamericanos.
En la preparación para la Copa Mundial, Horacio no volvió a ser considerado por el técnico.
El 9 de febrero de 2016, volvió a ser llamado para entrenar con la selección, esta vez con un combinado de la Segunda División.

### Participaciones en juveniles
| Competición                            | Sede    | Resultado     | Partidos | Goles |
| -------------------------------------- | ------- | ------------- | -------- | ----- |
| Campeonato Sudamericano Sub-20 de 2015 | Uruguay | Tercer puesto | 2        | 0     |

| Detalle de partidos con la Sub-20 | Detalle de partidos con la Sub-20 | Detalle de partidos con la Sub-20 | Detalle de partidos con la Sub-20 | Detalle de partidos con la Sub-20 | Detalle de partidos con la Sub-20      | Detalle de partidos con la Sub-20 | Detalle de partidos con la Sub-20 | Detalle de partidos con la Sub-20 | Detalle de partidos con la Sub-20 |
| N°                                | Rival                             | Resultado                         | Fecha                             | Lugar                             | Competencia                            | Goles                             | Asistencias                       | Ref.                              |                                   |
| --------------------------------- | --------------------------------- | --------------------------------- | --------------------------------- | --------------------------------- | -------------------------------------- | --------------------------------- | --------------------------------- | --------------------------------- | --------------------------------- |
| 1                                 | Chile                             | 3:0 (1:0)                         | 15 de abril de 2014               | Maldonado · Uruguay               | Amistoso                               | 78'                               | -                                 | 1                                 |                                   |
| 2                                 | Perú                              | 1:1 (1:1)                         | 6 de agosto de 2014               | Lima · Perú                       | Amistoso                               | -                                 | -                                 | 2                                 |                                   |
| 3                                 | Perú                              | 1:2 (0:0)                         | 22 de septiembre de 2014          | Montevideo · Uruguay              | Amistoso                               | -                                 | -                                 | 3                                 |                                   |
| 4                                 | México                            | 2:1 (2:0)                         | 8 de octubre de 2014              | Santiago · Chile                  | Amistoso Torneo Cuatro Naciones        | -                                 | -                                 | 4                                 |                                   |
| 5                                 | Chile                             | 0:3 (2:0)                         | 10 de octubre de 2014             | Santiago · Chile                  | Amistoso Torneo Cuatro Naciones        | -                                 | -                                 | 5                                 |                                   |
| 6                                 | Colombia                          | 0:2 (0:2)                         | 13 de octubre de 2014             | Santiago · Chile                  | Amistoso Torneo Cuatro Naciones        | -                                 | -                                 | 6                                 |                                   |
| 7                                 | Federación Gaúcha                 | 1:2 (1:1)                         | 13 de noviembre de 2014           | Montevideo · Uruguay              | Amistoso                               | -                                 | -                                 | 7                                 |                                   |
| 8                                 | Perú                              | 1:3 (0:2)                         | 24 de noviembre de 2014           | Asunción Paraguay                 | Amistoso Cuadrangular internacional    | -                                 | -                                 | 8                                 |                                   |
| 9                                 | Brasil                            | 2:0 (1:0)                         | 17 de enero de 2015               | Maldonado · Uruguay               | Campeonato Sudamericano Fase de grupos | -                                 | -                                 | 9                                 |                                   |
| 10                                | Venezuela                         | 0:1 (0:1)                         | 23 de enero de 2015               | Maldonado · Uruguay               | Campeonato Sudamericano Fase de grupos | -                                 | -                                 | 10                                |                                   |

## Estadísticas

### Clubes
Actualizado al 27 de octubre de 2023.
| Danubio · Uruguay                                                         | 1.ª           | 2013-14       | 17 | 1 | - | - | - | - | 17 | 1 |
| Danubio · Uruguay                                                         | 1.ª           | 2014-15       | 7  | 1 | - | - | 0 | 0 | 7  | 1 |
| Danubio · Uruguay                                                         | Total club    | Total club    | 24 | 2 | 0 | 0 | 0 | 0 | 24 | 2 |
| Cerro Largo · Uruguay                                                     | 2.ª           | 2015-16       | 12 | 0 | - | - | - | - | 12 | 0 |
| Cerro Largo · Uruguay                                                     | Total club    | Total club    | 12 | 0 | 0 | 0 | 0 | 0 | 12 | 0 |
| River Plate · Uruguay                                                     | 1.ª           | 2016          | 0  | 0 | - | - | - | - | 0  | 0 |
| River Plate · Uruguay                                                     | Total club    | Total club    | 0  | 0 | 0 | 0 | 0 | 0 | 0  | 0 |
| Chacaritas · Ecuador                                                      | 2.ª           | 2023          | 26 | 5 | - | - | - | - | 26 | 5 |
| Chacaritas · Ecuador                                                      | Total club    | Total club    | 26 | 5 | 0 | 0 | 0 | 0 | 26 | 5 |
| Total carrera                                                             | Total carrera | Total carrera | 62 | 7 | 0 | 0 | 0 | 0 | 62 | 7 |
| (1)Incluidos los datos del desempate por el Campeonato Uruguayo (2013-14) |               |               |    |   |   |   |   |   |    |   |

### Selecciones
Actualizado al 7 de febrero de 2015.
Último partido citado: Uruguay 1 - 2 Argentina
| Sub-20 · Uruguay                                                 | 2013-14       | - | - | - | - | 1 | 1 | 1  | 1 |
| Sub-20 · Uruguay                                                 | 2014-15       | 2 | 0 | - | - | 7 | 0 | 9  | 0 |
| Sub-20 · Uruguay                                                 | Total sel.    | 2 | 0 | - | - | 8 | 1 | 10 | 1 |
| Total carrera                                                    | Total carrera | 2 | 0 | - | - | 8 | 1 | 10 | 1 |
| (1)Incluidos los datos del Campeonato Sudamericano Sub-20 (2015) |               |   |   |   |   |   |   |    |   |

## Palmarés

### Títulos nacionales
| Competición         | Equipo        | País    | Año     |
| ------------------- | ------------- | ------- | ------- |
| Torneo Apertura     | Danubio F. C. | Uruguay | 2013    |
| Campeonato Uruguayo | Danubio F. C. | Uruguay | 2013-14 |